# Landrum Island
Landrum Island ist die südlichste der drei Inseln der Bugge Islands vor der Front des Wordie-Schelfeises an der Fallières-Küste im Westen der Antarktischen Halbinsel.
Das Advisory Committee on Antarctic Names benannte sie nach der US-amerikanischen Biologin Betty J. Landrum, Leiterin des Smithsonian Oceanographic Sorting Center von 1973 bis 1978.